# کوری سویر
کوری سویر (انگلیسی: Corey Sevier؛ زادهٔ ۳ ژوئیهٔ ۱۹۸۴) بازیگر اهل کانادا است.
از فیلم‌ها یا برنامه‌های تلویزیونی که وی در آن نقش داشته است می‌توان به در میان غریبه‌ها، جریمه و مردان کوچک اشاره کرد.